# プエルトモント
プエルトモント（Puerto Montt）は、チリ南部にある都市で、ロス・ラゴス州の州都。人口は24万5902人（2017年）。プエルトモンと呼ばれることもある。

## 歴史
- 1853年 - ドイツ移民により創建。
- 1960年 - 震災の影響を受ける。
- 1990年代 - 周辺の森林開発が活発化。伐採された樹木はウッドチップに加工され、プエルトモントの港から日本に輸出されたため、現地の自然保護活動家により日の丸が燃やされる事件も発生した[1]。

## 産業
チリの南部は農業に適した土地が無く「最貧困地域」とさえ呼ばれたが、日本の支援で始まったサケの養殖がスタートすると、沖合にある大型養殖場の他にも、稚魚を飼育する施設や加工場などの関連施設が集中し、大きな雇用が生まれた。

## 交通
パン・アメリカン・ハイウェイが通じているため、長距離バスの運行が盛ん。サンティアゴ（片道14時間）のほか、バルパライソなど各都市へ向けたバスが多数の会社により運行されている。
港からはプエルト・ナタレス行きの定期客船のほか、パタゴニア方面への観光船も発着する。
エル・テプアル空港が市街地の西に位置している。国内線専用の空港である。
以前はサンティアゴとの間に寝台列車が運行されていたが、運休となっている。また、テムコとの間の列車も線路状態の悪化により運休しているが、こちらは2020年代に運行再開を予定している。

## 気候
| プエルトモントの気候            | プエルトモントの気候 | プエルトモントの気候 | プエルトモントの気候 | プエルトモントの気候 | プエルトモントの気候 | プエルトモントの気候 | プエルトモントの気候 | プエルトモントの気候 | プエルトモントの気候 | プエルトモントの気候 | プエルトモントの気候 | プエルトモントの気候 | プエルトモントの気候 |
| 月                              | 1月                  | 2月                  | 3月                  | 4月                  | 5月                  | 6月                  | 7月                  | 8月                  | 9月                  | 10月                 | 11月                 | 12月                 | 年                   |
| ------------------------------- | -------------------- | -------------------- | -------------------- | -------------------- | -------------------- | -------------------- | -------------------- | -------------------- | -------------------- | -------------------- | -------------------- | -------------------- | -------------------- |
| 平均最高気温 °C （°F）          | 19.6 (67.3)          | 19.2 (66.6)          | 17.8 (64)            | 15.2 (59.4)          | 12.7 (54.9)          | 10.7 (51.3)          | 10.3 (50.5)          | 11.1 (52)            | 12.8 (55)            | 14.4 (57.9)          | 16.6 (61.9)          | 18.5 (65.3)          | 14.9 (58.8)          |
| 平均最低気温 °C （°F）          | 9.4 (48.9)           | 9.1 (48.4)           | 8.0 (46.4)           | 6.7 (44.1)           | 6.0 (42.8)           | 4.1 (39.4)           | 3.9 (39)             | 4.0 (39.2)           | 4.2 (39.6)           | 5.5 (41.9)           | 7.2 (45)             | 8.6 (47.5)           | 6.4 (43.5)           |
| 雨量 mm （inch）                | 90.1 (3.547)         | 93.3 (3.673)         | 98.9 (3.894)         | 143.3 (5.642)        | 234.1 (9.217)        | 223.8 (8.811)        | 228.7 (9.004)        | 208.5 (8.209)        | 145.9 (5.744)        | 120.9 (4.76)         | 111.9 (4.406)        | 103.1 (4.059)        | 1,802.5 (70.966)     |
| 平均降雨日数 （≥0.1 mm）        | 13                   | 12                   | 15                   | 20                   | 24                   | 24                   | 23                   | 21                   | 19                   | 17                   | 18                   | 16                   | 222                  |
| % 湿度                          | 81                   | 83                   | 85                   | 86                   | 87                   | 87                   | 86                   | 84                   | 83                   | 82                   | 81                   | 80                   | 83.8                 |
| 出典1：Meteolología Interactiva |                      |                      |                      |                      |                      |                      |                      |                      |                      |                      |                      |                      |                      |
| 出典2：ClimateTempInfo          |                      |                      |                      |                      |                      |                      |                      |                      |                      |                      |                      |                      |                      |

## 姉妹都市
- プエルト・マドリン、アルゼンチン
- アタプエルカ、スペイン
- 青島市、中国
- ケベック・シティー、カナダ